# Busycon carica

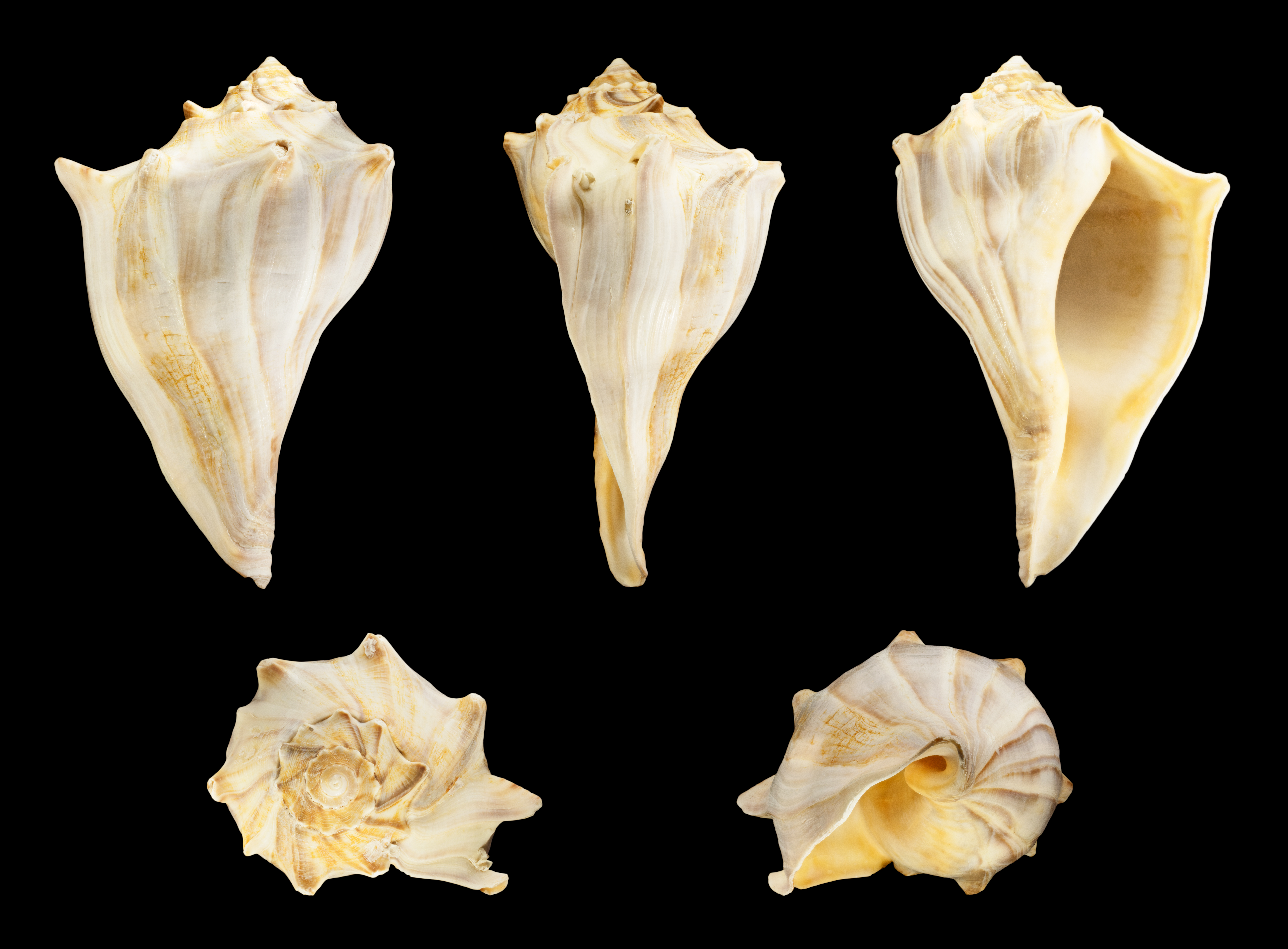
Busycon carica ssp. eliceans

Busycon carica är en snäckart som först beskrevs av Gmelin 1791.  Busycon carica ingår i släktet Busycon och familjen Melongenidae.

## Underarter
Arten delas in i följande underarter:
- B. c. carica
- B. c. eliceans

## Bildgalleri

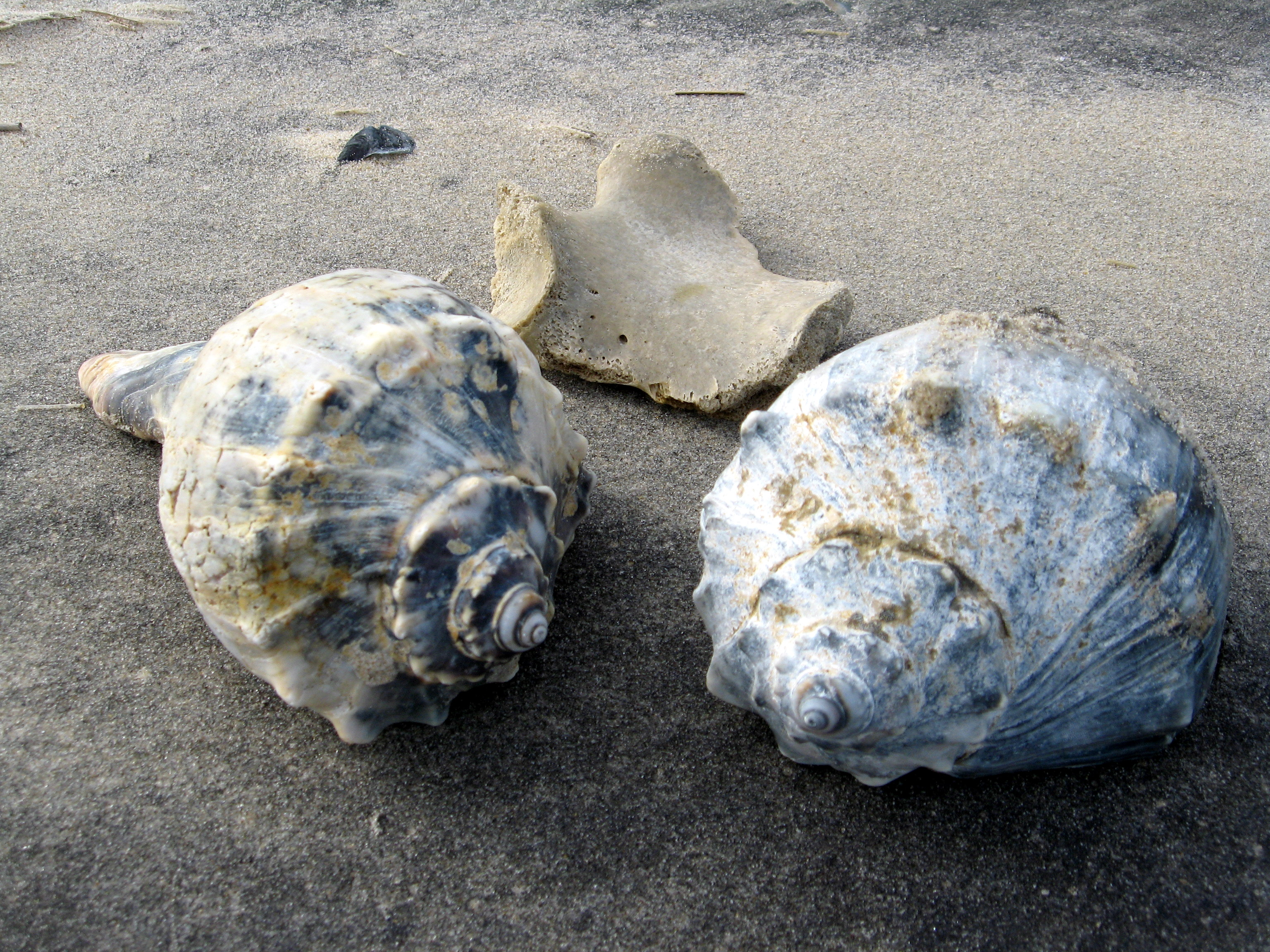
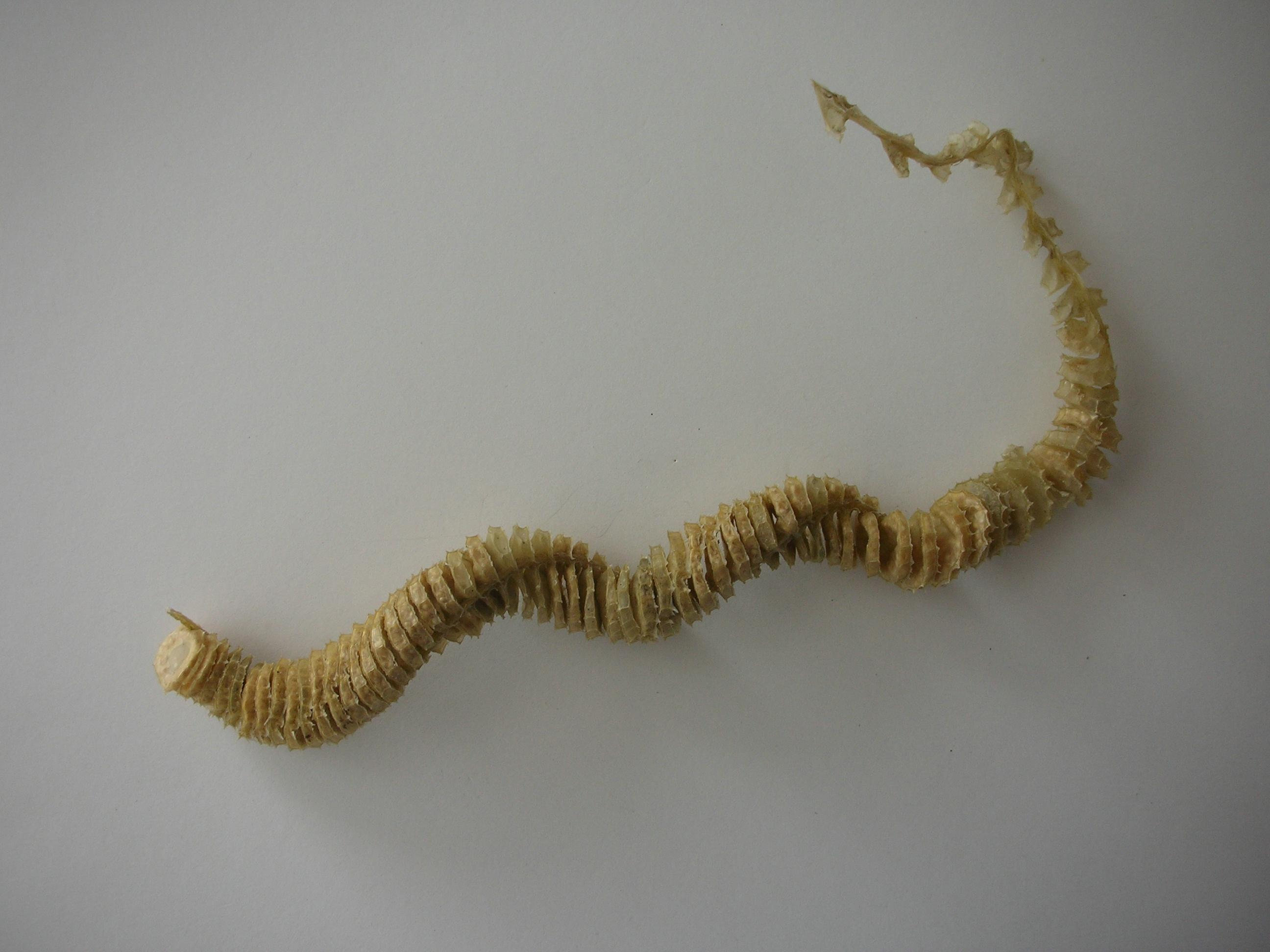